# Markus Schulz
Markus Schulz (Eschwege, 3 februari 1969) is een Duitse trance-dj. In de loop der jaren heeft hij een eigen stijl ontwikkeld. Zijn stijl wordt gekenmerkt door vrij donkere trance met melodieuze hoogtepunten en zangstemmen. Schulz zelf houdt het op 'dramatische trance'.
Markus Schulz heeft een eigen label, ColdHarbour Recordings, op Black Hole Recordings (voorheen bij Armada van Armin van Buuren). Naast een eigen label heeft Schulz ook een eigen radioprogramma, Global DJ Broadcast. In 2009 werd hij gekozen tot beste Amerikaanse dj tijdens de '24th annual international dance music awards'-conferentie.
In 2019 getrouwd met Adina Butar

## Discografie

### Albums
- 2004 Coldharbour Sessions compilation
- 2005 Miami'05
- 2006 Without you near 2006
- 2006 Ibiza'06
- 2007 Progression
- 2008 Amsterdam'08
- 2008 Armada At Ibiza - Summer 2008
- 2008 Progression - Progressed (The Remixes)
- 2009 Toronto'09
- 2010 Las Vegas'10
- 2010 Do You Dream?
- 2011 Prague'11
- 2012 Los Angeles'12
- 2012 World Tour - Best of 2012
- 2012 Scream
- 2014 Scream 2
- 2016 Watch the World
- 2018 We Are the Light

## Hitlijsten

### Albums
| Album met eventuele hitnotering(en) in de Nederlandse Album Top 100 | Datum van verschijnen | Datum van binnenkomst | Hoogste positie | Aantal weken | Opmerkingen |
| ------------------------------------------------------------------- | --------------------- | --------------------- | --------------- | ------------ | ----------- |
| Do you dream?                                                       | 11-06-2010            | 19-06-2010            | 75              | 2            |             |
| Scream                                                              | 2012                  | 08-09-2012            | 12              | 1*           |             |

### Singles
| Single met eventuele hitnotering(en) in de Nederlandse Top 40 | Datum van verschijnen | Datum van binnenkomst | Hoogste positie | Aantal weken | Opmerkingen                  |
| ------------------------------------------------------------- | --------------------- | --------------------- | --------------- | ------------ | ---------------------------- |
| The new world                                                 | 2009                  | 07-02-2009            | tip8            | -            | Nr. 85 in de Single Top 100  |
| Do you dream                                                  | 2009                  | 12-09-2009            | 27              | 6            | Nr. 77 in de Single Top 100  |
| Rain                                                          | 2010                  | 13-11-2010            | tip6            | -            | Nr. 100 in de Single Top 100 |
| Rotunda                                                       | 2011                  | 10-09-2011            | tip10           | -            | met Jochen Miller            |

### Dvd's
| Dvd's met hitnoteringen in de Nederlandse Music Top 30 | Datum van verschijnen | Datum van binnenkomst | Hoogste positie | Aantal weken | Opmerkingen |
| ------------------------------------------------------ | --------------------- | --------------------- | --------------- | ------------ | ----------- |
| Do you dream? - The world tour documentary             | 2011                  | 21-05-2011            | 8               | 2            |             |